# Adari (Uttar Pradesh)
Adari es un pueblo y nagar Panchayat situado en el distrito de Mau en el estado de Uttar Pradesh (India). Su población es de 13717 habitantes (2011). 

## Demografía
Según el censo de 2011 la población de Adari era de 13717 habitantes, de los cuales 7008 eran hombres y 6709 eran mujeres. Adari tiene una tasa media de alfabetización del 80,97%, superior a la media estatal del 67,68%: la alfabetización masculina es del 87,06%, y la alfabetización femenina del 74,56%.